# Agostino Gradenigo
Agostino Gradenigo (Venezia, 8 novembre 1570 – Padova, 25 settembre 1629) è stato un patriarca cattolico italiano.

## Biografia
Nato da nobile famiglia veneziana, già canonico della cattedrale di Padova e abate di san Pietro in Ossero, il 29 marzo 1610 fu eletto alla sede vescovile di Feltre, dimostrandosi pastore zelante, mite e prudente ed insigne benefattore della cattedrale.
Fece adornare la sala maggiore dell'episcopio con pregevoli ritratti dei suoi predecessori.
Nel 1628, alla morte del patriarca di Aquileia Antonio Grimani, di cui fu coadiutore con diritto di successione (benché la bolla di nomina fosse rimasta a lui segreta), fu promosso alla medesima sede patriarcale.
Morto a Padova il 25 settembre 1629, fu sepolto a Venezia, nella chiesa di San Zaccaria.

## Genealogia episcopale
La genealogia episcopale è:
- Cardinale Guillaume d'Estouteville, O.S.B.Clun.
- Papa Sisto IV
- Papa Giulio II
- Cardinale Raffaele Riario
- Papa Leone X
- Papa Paolo III
- Cardinale Francesco Pisani
- Cardinale Alfonso Gesualdo
- Papa Clemente VIII
- Cardinale Roberto Bellarmino, S.I.
- Cardinale Ottavio Acquaviva d'Aragona
- Patriarca Agostino Gradenigo